# Lee Sang-hun
Lee Sang-hun ((이상헌?, 李相憲?); Incheon, 11 ottobre 1975) è un ex calciatore sudcoreano, di ruolo difensore.